# 1566 a tudományban
Az 1566. év a tudományban és a technikában.

## Események
- Valletta alapítása

## Születések
- Jeszenszky János - magyar származású, nemzetközi hírű orvos (†1621)

## Halálozások
- július 2. – Nostradamus, francia orvos, katolikus misztikus próféta  (* 1503)
- Guillaume Rondelet orvos (* 1507)
- Luca Ghini - olasz botanikus
- Leonhart Fuchs - német botanikus